# L'Épine, Vendée
L'Épine là một xã ở tỉnh Vendée trong vùng Pays de la Loire, Pháp. Xã này có diện tích 8,95 km², dân số năm 2006 là 1705 người. Xã này nằm ở khu vực có độ cao trung bình 5 mét trên mực nước biển.

## Biến động dân số
| Năm | 1962  | 1968  | 1975  | 1982  | 1990  | 1999  | 2006  |
| --- | ----- | ----- | ----- | ----- | ----- | ----- | ----- |
| Dân số | 1 640 | 1 660 | 1 585 | 1 568 | 1 653 | 1 685 | 1 705 |
| From the year 1962 on: No double counting—residents of multiple communes (e.g. students and military personnel) are counted only once. |       |       |       |       |       |       |       |